# Чкалов (Хангаласский улус)
Чка́лов (якут. Чкалов) — сельский населённый пункт на территории Тит-Аринского наслега Хангаласского улуса Якутии России.

## География
Расположен на острове Тиит-Арыы посреди Лены, в 113 км к юго-западу от улусного центра города Покровска, расстояние до центра наслега с. Тит-Ары составляет 3 км.

## Население
| 2002 | 2010 | 2021 |
| ---- | ---- | ---- |
| 284  | ↘280 | ↘264 |

Население — 0,3 тыс. чел. (1989 г.). По данным местной администрации на 01.01.2001 года здесь проживало 280 человек.

## Инфраструктура
В селе — производственный участок коллективного хозяйства «Тиит-Арыы», основные производства — молочное скотоводство, мясное табунное коневодство. Имеются Культурно-спортивный комплекс, основная общеобразовательная школа, учреждения здравоохранения и торговли.

## Транспорт
Водный транспорт.